# Martinjärvi (sjö i Kajanaland)
Martinjärvi är en sjö i Finland. Den ligger i kommunen Puolango i landskapet Kajanaland, i den centrala delen av landet, 500 km norr om huvudstaden Helsingfors. Martinjärvi ligger 215 meter över havet. Den är 12,2 meter djup. Arean är 24,7 hektar och strandlinjen är 3,61 kilometer lång. Sjön  ingår i Ijo älvs huvudavrinningsområde. 